# Aphanogmus neglectus
Aphanogmus neglectus är en stekelart som först beskrevs av Szelényi 1938.  Aphanogmus neglectus ingår i släktet Aphanogmus och familjen pysslingsteklar. Inga underarter finns listade i Catalogue of Life.